# Zawadzik leśniczek
Zawadzik leśniczek, zawadzik leśny (Troilus luridus) – gatunek pluskwiaka z podrzędu różnoskrzydłych i rodziny tarczówkowatych.

## Taksonomia
Gatunek ten opisany został po raz pierwszy w 1775 roku przez Johana Christiana Fabriciusa jako Cimex luridus. Współcześnie umieszczany jest w rodzaju Troilus wraz z opisanym z Junnanu Troilus testaceus.

## Opis
Pluskwiak o ciele długości od 10 do 13 mm, z zarysie owalnym. Podstawowa barwa ciała jest żółtobrązowa do szarobrązowej z metalicznie zielonawym połyskiem na głowie, przodzie i bokach przedplecza, a niekiedy także nasadzie tarczki i listewce brzeżnej odwłoka. Na grzbietowej stronie ciała czarne punktowanie jest bardzo gęste i zlewające się, a na spodniej oraz odnóżach rzadsze i drobniejsze. Długie i cienkie czułki są czarne z szeroko żółtym lub żółtobrązowym wierzchołkiem czwartego człony oraz jasnym spodem członu pierwszego, a niekiedy też z jasnym pasem na spodzie członu drugiego. Brzegi głowy są niemal równoległe i nieco wycięte przed oczami. Policzki są wyraźnie dłuższe od nadustka. Przedplecze ma przednie odcinki krawędzi bocznych zaopatrzone w wyraźne, jasne ząbki. Wyrostki barkowe (rogi) przedplecza są zaokrąglone, wyniesione ku górze i wystają poza boki półpokryw. Krótsza od przykrywki tarczka miewa w kątach przypodstawowych jaśniejsze plamki. Barwa zakrywki jest brązowa. Przednia para odnóży pozbawiona jest zębów na udach. Pleuryty zatułowia mają długie kanaliki wyprowadzające u ujść gruczołów zapachowych. Na każdym segmencie czarnej listewki brzeżnej odwłoka widnieje jaśniejsza plama.

## Biologia i ekologia
Gatunek nadrzewny (arborikol) występujący głównie w lasach liściastych jak i iglastych, szczególnie częsty w borach sosnowych i mieszanych. Wszystkożerny. Aktywnie poluje i wysysa swe ofiary za pomocą kłującego aparatu gębowego. Jego łupem padają głównie larwy motyli, chrząszczy i błonkówek, a także inne pluskwiaki. Larwy zawadzika uzupełniają dietę, ssąc także soki roślinne.
Wydaje na świat jedno pokolenie w roku. Zimowanie odbywa się przede wszystkim pod mchem i w ściółce, w stadium owada dorosłego. Larwy ostatniego stadium spotyka się do września, a niekiedy do początku października. Pierwsze owady dorosłe nowego pokolenia obserwuje się na Wyspach Brytyjskich od lipca, a w Polsce zwykle od połowy sierpnia.
W Europie Środkowej niszę drapieżnych, nadrzewnych tarczówek zajmują również rzadsze wojnica drapieżna (Arma custos) i napadacz płaskonogi, które stanowią prawdopodobnie konkurencję dla zawadzika.

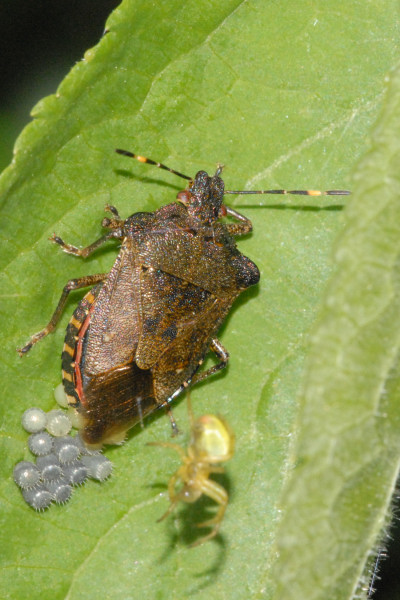
Samica składająca jaja
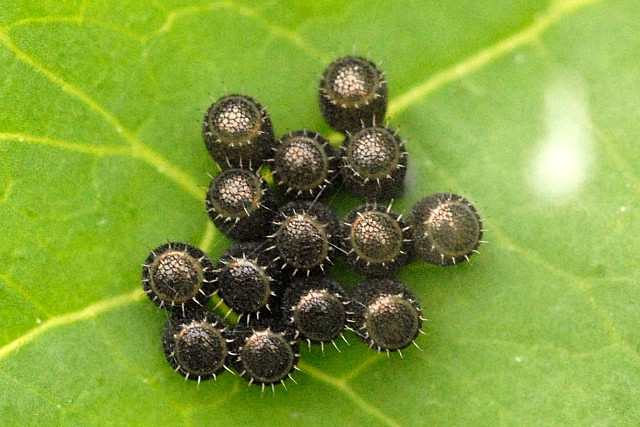
W pełni wybarwione jaja
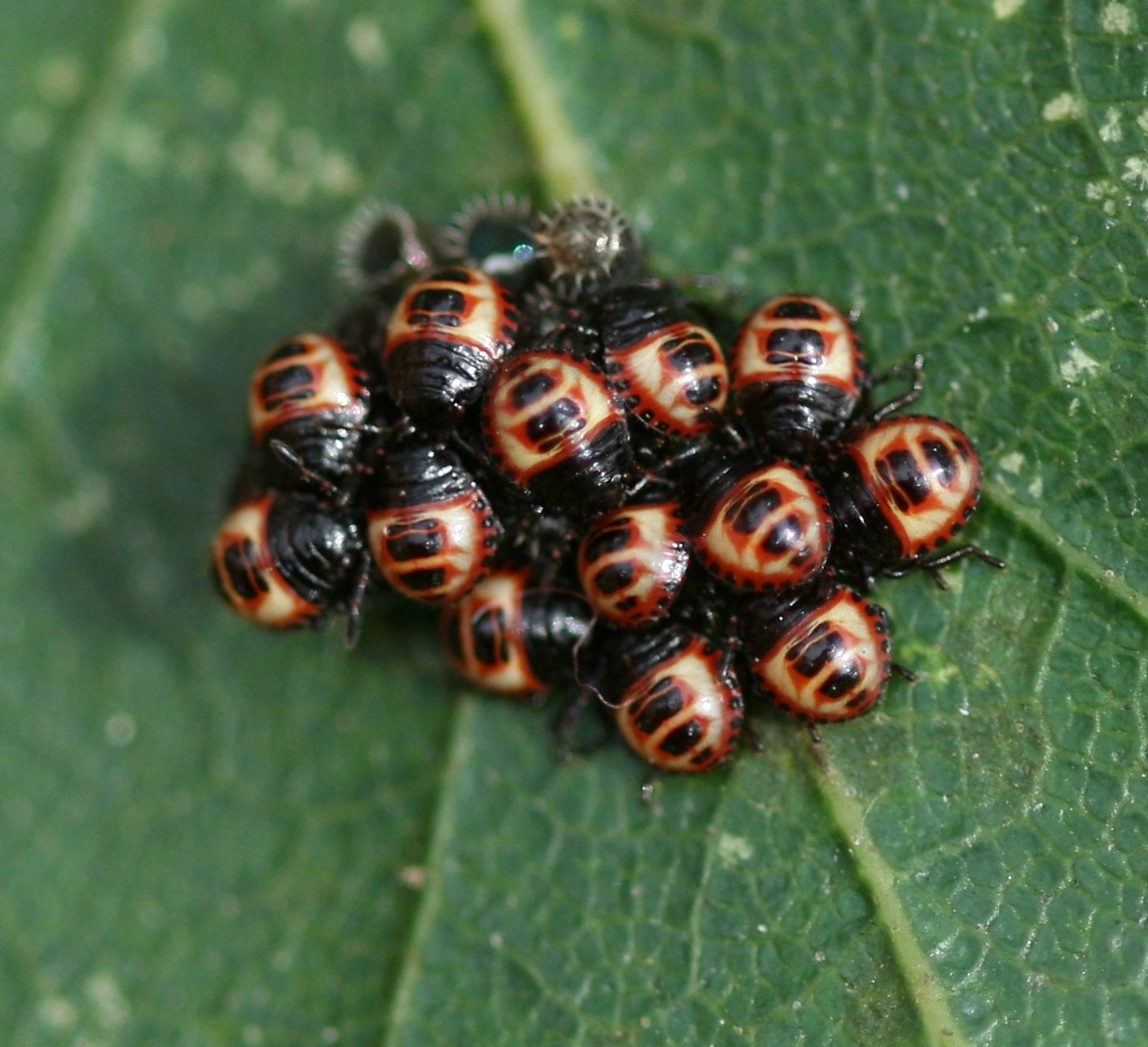
Larwy początkowego stadium
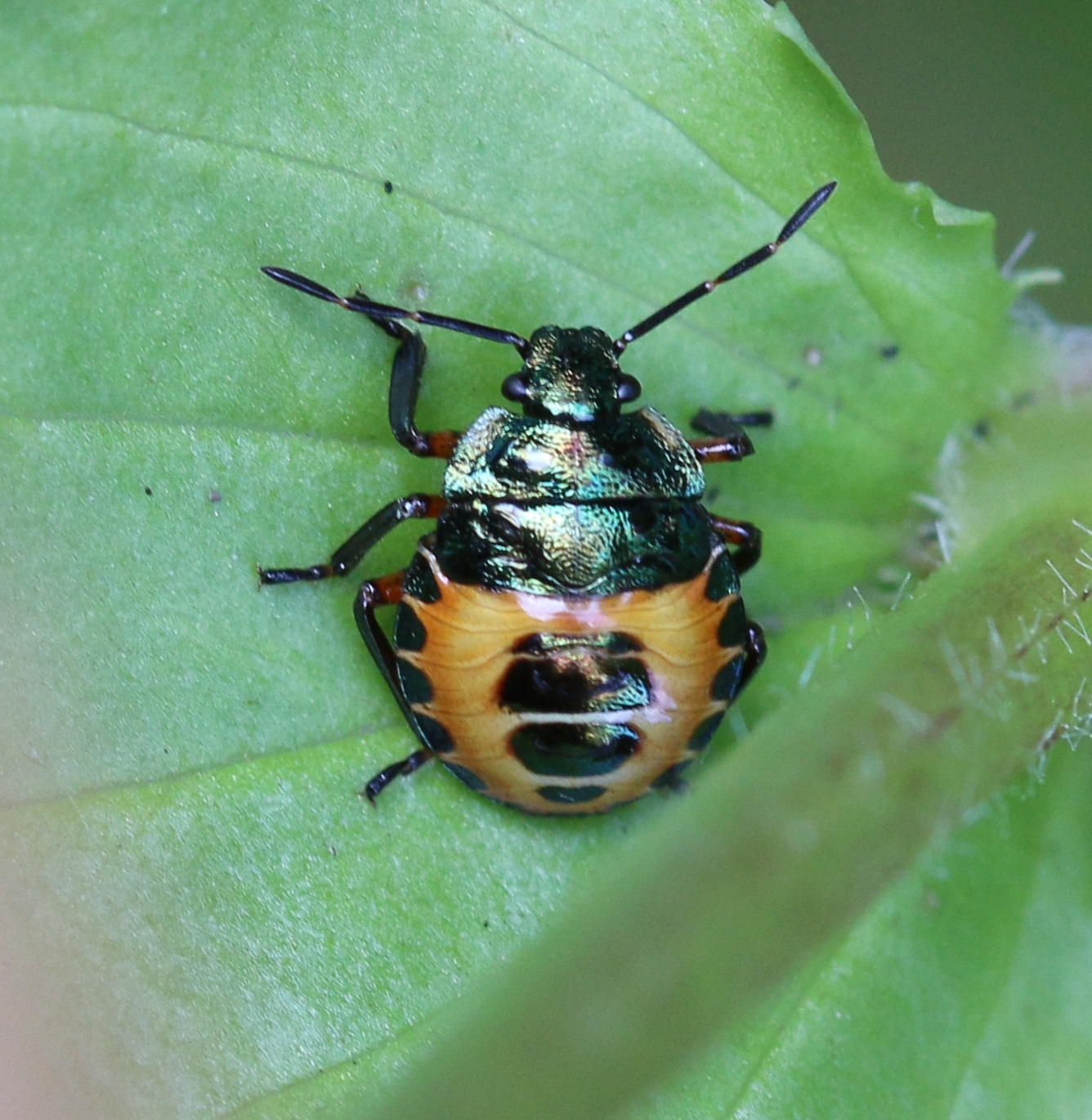
Larwa środkowego stadium
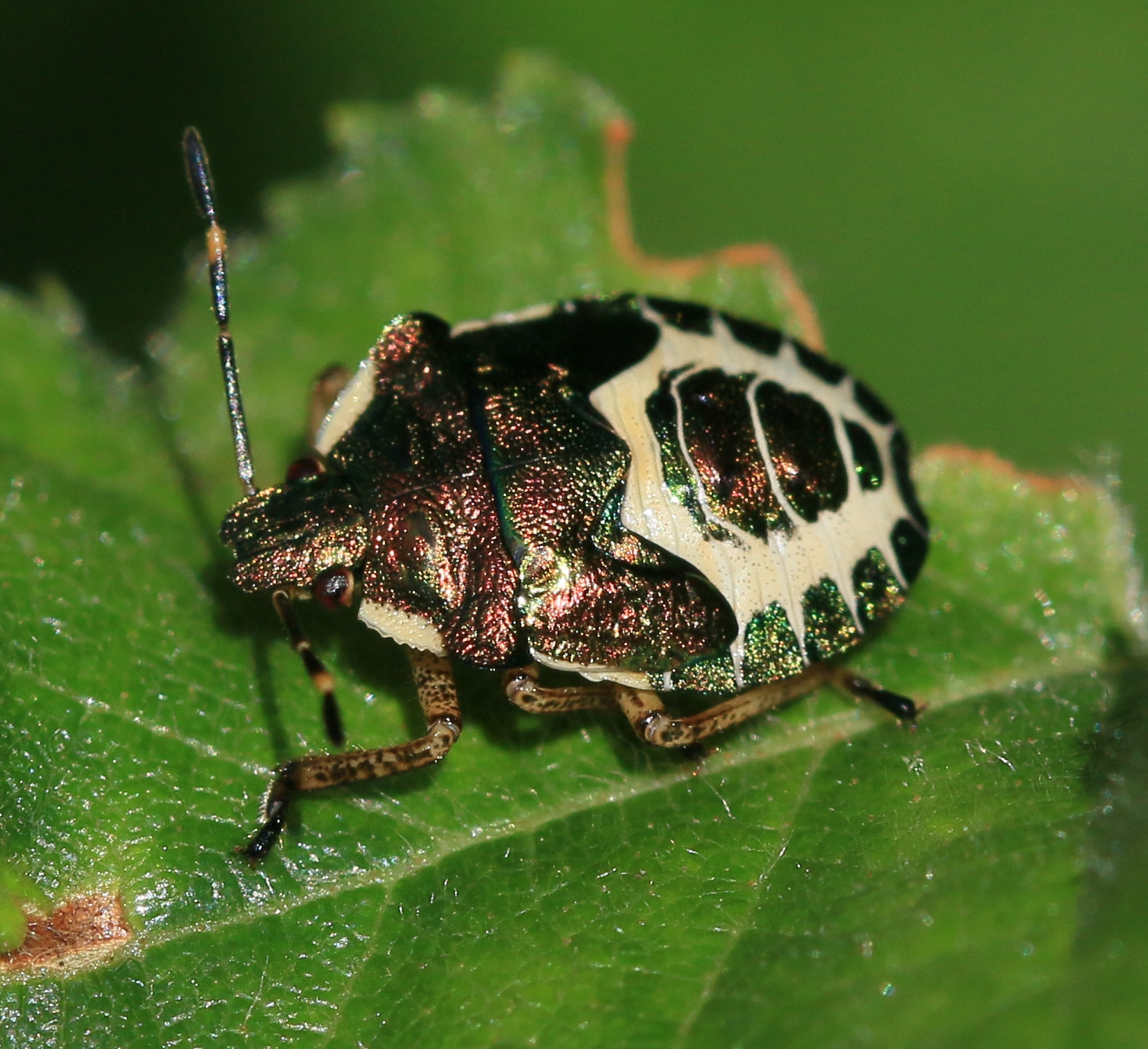
Larwa ostatniego stadium

## Rozprzestrzenienie
Gatunek palearktyczny o rozsiedleniu eurosyberyjskim. Znany z niemal wszystkich państw Europy. W Polsce spotykany w całym kraju.

## Znaczenie gospodarcze
W skład jego diety wchodzą liczne szkodniki. Z tego powodu gatunek ten ma duże znaczenie w ochronie lasów i sadów. Pojawia się czasami masowo w przypadku gradacji szkodników.
Wykazano jego istotną rolę w ograniczaniu liczebności poprocha cetyniaka w europejskich lasach.